# Джовинаццо, Джироламо
Джиро́ламо Джовина́ццо (итал. Girolamo Giovinazzo; 10 сентября 1968, Рим, Италия) — итальянский дзюдоист, серебряный призёр Олимпийских игр 1996 года, бронзовый медалист Олимпийских игр 2000 года, чемпион Европы по дзюдо.

## Участие в Олимпийских играх

### Летние Олимпийские игры 1996
Джироламо Джовинаццо принял участие в двух Олимпийских играх. Дебют на играх состоялся в 1996 году в Атланте. Джироламо принял участие в соревнованиях по дзюдо в категории до 60 килограмм. Последовательно победив соперников из Грузии, Франции и Мексики Джовинаццо прошёл в полуфинал, где встретился с бронзовым призёром прошлых Олимпийских игр немцем Ричардом Траутманом. В упорной схватке победу одержал 28-летний итальянец. В финале ему противостоял молодой японский спортсмен Тадахиро Номура. Победу в решающей схватке, проведя бросок через спину (Seoi nage), одержал японец, впоследствии ставший самым титулованным дзюдоистом на Олимпийских играх. Джовинаццо стал серебряным призёром.

### Летние Олимпийские игры 2000
К 2000 году Джовинаццо совершил переход из категории до 60 кг в категорию до 66 кг. Первые два раунда турнира дзюдоистов на играх не вызвали у итальянца особого затруднения. Обе победы Джовинаццо выиграл с большим преимуществом, заканчивая схватки иппоном. В четвертьфинале на пути итальянца встретился грузин Георгий Вазагашвили, которого Джовинаццо уже побеждал 4 года назад в Атланте. Проведя приём, оценённый судьями на оценку иппон, Джироламо вышел в полуфинал, где неожиданно уступил французу Ларби Бенбудауду. В поединке за 3-е место, только по дополнительным показателям, Джовинаццо сумел одолеть сильного иранского спортсмена Араша Мирэсмаэли и стать бронзовым призёром. В 2001 году принял решение завершить спортивную карьеру.

## Государственные награды
- Кавалер ордена «За заслуги перед Итальянской Республикой» — 7 октября 2018 год